# Placówka Straży Celnej „Biała Woda”

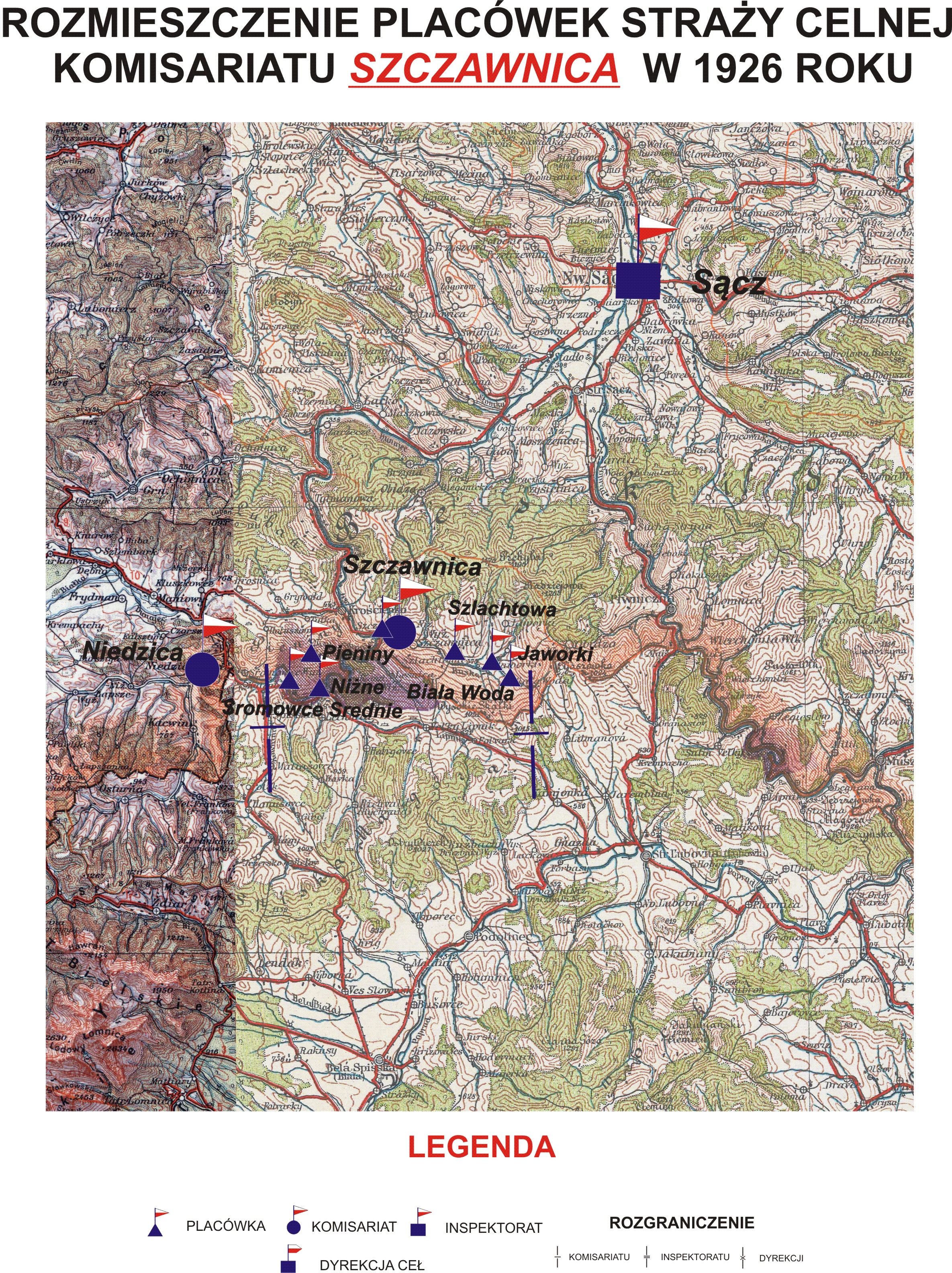
Rozmieszczenie placówek SC Komisariatu Szczawnica w 1926 r.

Placówka Straży Celnej „Biała Woda” – jednostka organizacyjna Straży Celnej pełniąca w okresie międzywojennym służbę ochronną na granicy polsko-czechosłowackiej.

## Geneza
Po zakończeniu wojny polsko-bolszewickiej rozwiązano formację Strzelców Granicznych. Ich rolę na granicy zachodniej i południowej przejęły Bataliony Wartownicze. Z dniem 1 kwietnia 1921 Bataliony Wartownicze przeorganizowano na Bataliony Celne. W 1922 roku w Szczawnicy stacjonował sztab 2 kompanii 8 batalionu celnego. Kompania wystawiała między innymi placówkę w Białej Wodzie.

## Formowanie i zmiany organizacyjne
Na wniosek Ministerstwa Skarbu, uchwałą z 10 marca 1920 roku, powołano do życia Straż Celną. Jednostki Straży Celnej rozpoczęły przejmowanie odcinków granicy od pododdziałów Batalionów Celnych. Proces tworzenia Straży Celnej trwał do końca 1922 roku. Placówka Straży Celnej „Biała Woda” weszła w podporządkowanie komisariatu Straży Celnej „Szczawnica” z Inspektoratu SC „Sącz”.
W drugiej połowie 1927 roku przystąpiono do gruntownej reorganizacji Straży Celnej. W praktyce skutkowało to rozwiązaniem tej formacji granicznej. Ochronę północnej, zachodniej i południowej granicy państwa przejęła powołana z dniem 2 kwietnia 1928 roku Straż Graniczna.

## Funkcjonariusze placówki
Kierownicy placówki
| stopień  | imię i nazwisko, numer  | okres pełnienia służby | kolejne stanowisko |
| -------- | ----------------------- | ---------------------- | ------------------ |
| strażnik | Józef Marcińczak (1217) | był w 1926             |                    |

Obsada personalna placówki w 1926:
- strażnik Józef Marcińczak (1217)
- strażnik Jan Łucarz (1214)
- strażnik Edward Skrzypczak (1067)